# Roath
Roath (en anglais) ou Y Rhath (en gallois) est un quartier de la ville de Cardiff, au pays de Galles, disposant du statut de communauté.

## Géographie
Roath se situe juste au nord-est du centre-ville de Cardiff. La communauté comprend la partie la plus au sud du jardin public de Roath Park (en), le reste étant compris dans la communauté de Cyncoed.

## Démographie
Au recensement de 2011, la communauté de Roath comptait 18 166 habitants.

## Culture locale et patrimoine
La communauté de Roath abrite sept monuments classés.
L'église de Roath (en), dédiée à Marguerite d'Antioche, remonte à 1870. Ce lieu de culte de l'Église au pays de Galles est édifié par l'architecte John Prichard (en) pour le compte du marquis de Bute John Crichton-Stuart. Elle abrite un mausolée dans lequel sont inhumés plusieurs membres de la famille des marquis. C'est un monument classé de grade I depuis 1975.
Le quartier abrite également une église (en) de la United Reformed Church dédiée à saint André. Construite entre 1899 et 1901 pour accueillir les croyants presbytériens de plus en plus nombreux de l'agglomération de Cardiff, c'est un monument classé de grade II* depuis 1975.